# Ouangolodougou
Ouangolodougou – miasto na północnym Wybrzeżu Kości Słoniowej, w regionie Tchologo. Według danych na rok 2014 liczyło 37 991 mieszkańców.